# Kindi
Kindi è un dipartimento del Burkina Faso classificato come comune, situato nella Provincia  di Boulkiemdé, facente parte della Regione del Centro-Ovest.
Il dipartimento si compone del capoluogo e di altri 5 villaggi: Koné, Manéviré, Masséré, Nassoulou e Zerkoum.